# Nakamura Shidō II
Nakamura Shidō II est un nom japonais traditionnel ; le nom de famille (ou le nom d'école), Nakamura, précède donc le prénom (ou le nom d'artiste).
Nakamura Shidō II (中村 獅童, Nakamura Shidō, né le 14 septembre 1972 à Tokyo au Japon), est un acteur de kabuki et de cinéma japonais. Son véritable nom est Mikihiro Ogawa (小川　幹弘, Ogawa Mikihiro)

## Biographie
Nakamura Shidō II est le fils aîné de Nakamura Shidō I et le petit-fils de Nakamura Tokizō III.
Nakamura a commencé le kabuki à l'âge de six ans. 
Il commence sa carrière d’acteur de kabuki avec Imoseyama onna teikin en jouant un rôle de servante.  Ultérieurement sa présence imposante et son caractère hardi lui valent d’interpréter des rôles masculins importants de pièces classiques de kabuki.
Il a été en couple avec l'actrice Yūko Takeuchi de 2005 à 2008.

## Kabuki
Pièces les plus récentes :
- 2002 : Imoseyama Onna Teikin
- 2003 : Sannin Kichiza, Boh Shibari
- 2003 : Dontsuku
- 2003 : Yoshitune Senbon Zakura
- 2004 : Soh Cyoh-Cyou Kyokurin Nikki/Hikimado
- 2004 : Kenuki, Sannin Kichiza
- 2006 : Narukami

## Filmographie

### Au cinéma
- 2002 : Ping pong, de Fumihiko Sori
- 2003 : Iden & Tity, de Tomorowo Taguchi
- 2003 : Like Asura (Ashura no gotoku), de Yoshimitsu Morita
- 2004 : ONE PIECE Norowareta Seiken, de Kazuhisa Takenouchi
- 2004 : Mon amant est tireur embusqué : the movie (Koibito wa Sniper), de Motoi Sasaki
- 2004 : Ligne rouge (Aka-sen), de Shūtarō Oku
- 2004 : Be with You (いま、会いにゆきます, Ima, ai ni yukimasu?) de Nobuhiro Doi : Takumi
- 2005 : Les Hommes du Yamato, de Jun'ya Satō
- 2005 : Sur une nuit orageuse (Arashi no yoru ni), de Gisaburō Sugii
- 2005 : The Neighbour No. 13, de Yasuo Inoue
- 2006 : Le Maître d'armes, de Ronny Yu
- 2006 : Death Note, de Shūsuke Kaneko : voix de Ryûk
- 2006 : Death Note 2: The Last Name, de Shūsuke Kaneko : voix de Ryûk
- 2006 : All About My Dog, de Isshin Inudō
- 2006 : Lettres d'Iwo Jima, de Clint Eastwood
- 2008 : Les Trois Royaumes, de John Woo
- 2008 : L: Change the World, de Hideo Nakata : voix de Ryûk
- 2008 : Ichi, la femme samouraï, de Fumihiko Sori
- 2010 : Leonie, de Hisako Matsui
- 2011 : Nintama Rantarô, de Takashi Miike
- 2011 : Hard Romanticker, de Su-yeon Gu
- 2013 : Gatchaman, de Toya Sato
- 2013 : Tenshin, de Katsuya Matsumura
- 2016 : Death Note: Light Up the New World, de Shinsuke Sato : voix de Ryûk
- 2018 : The Blood of Wolves, de Kazuya Shiraishi
- 2019 : Signal 100 (シグナル１００?) de Lisa Takeba : Sensei
- 2023 : L'Innocence (怪物, Kaibutsu?) de Hirokazu Kore-eda : Kiyotaka

### À la télévision
- 2004 : Tange Sazen (丹下左膳?) de Katsuhide Motoki : Tange Sazen
- 2004 : Shinsengumi! (drama)

## Distinctions

### Récompenses
- 2003 : Award of the Japanese Academy pour le film ping pong
- 2003 : Blue Ribbon Award pour le film ping pong
- 2003 : Sponichi Grand Prize New Talent Award aux Mainichi film concours pour le film ping pong
- 2004 : Nikkan Sports Film Award du meilleur second rôle masculin pour le film Be with You[3]

### Nominations
- 2004 : nommé aux "Awards of the Japanese Academy" pour le film Ashura no gotoku (2003)